# Andrzej Winnicki
Andrzej Bronisław Winnicki (ur. 26 stycznia 1956 w Szczecinie) – polski pianista jazzowy, kompozytor, producent muzyczny.

## Życiorys
Syn Bronisława Winnickiego i Anieli z domu Kuryluk, którzy do Szczecina przyjechali ze Zbaraża. Rodzony brat matki, Karol Kuryluk, był ministrem kultury i sztuki w latach 1956–1958. W wieku 8 lat rozpoczął naukę gry na akordeonie, zaś w wieku 13 lat na fortepianie. W latach 1971–1975 uczęszczał do V Liceum Ogólnokształcącego im. Adama Asnyka (klasa o profilu matematyczno-fizycznym). Równocześnie uczył się w Państwowej Szkole Muzycznej II stopnia im. Feliksa Nowowiejskiego w Szczecinie w klasie akordeonu (1976). 
2 kwietnia 1976 roku jako lider sygnowanego własnym nazwiskiem kwintetu jazzowego, zadebiutował na festiwalu Jazz nad Odrą we Wrocławiu. W 1977 roku został jednym z sześciu finalistów w konkursie Międzynarodowego Festiwalu Pianistów Jazzowych w Kaliszu, zaś w 1978 roku jako lider formacji Antidotum ponownie wystąpił na festiwalu Jazz nad Odrą. Dwukrotnie uczestniczył w Warsztatach Jazzowych w Chodzieży, gdzie szkolił się w klasie fortepianu pod kierunkiem Jana Jarczyka. 
Jesienią 1978 roku razem z saksofonistą Krzysztofem Medyną, założył w szczecińskim klubie „Pinokio” kwintet jazzowy Breakwater, którego był współliderem i kompozytorem większości repertuaru. W marcu 1979 roku formacja wystąpiła na festiwalu Jazz nad Odrą, zdobywając główną nagrodę w kategorii zespołowej. W lipcu wzięła udział w koncercie „Jazz by Night” w ramach I Muzycznego Campingu w Lubaniu, zaś w październiku tegoż roku wystąpiła w Domu Kultury „Kolejarz” w Gorzowie, oraz na Międzynarodowej Wiośnie Estradowej w Poznaniu (1979). 
W lutym 1979 roku muzyk podpisał kontrakt na występy z Jerzym Połomskim. Akompaniując piosenkarzowi wraz z zespołem Breakwater, wziął udział w trasach koncertowych, obejmujących Czechosłowację, NRD i ZSRR.
Na początku lat 80., w ramach samodzielnej działalności Breakwater, pianista występował wraz z nim w klubach jazzowych w całej Polsce, m.in. w warszawskim „Akwarium”, a także na festiwalach, takich jak: Pomorska Jesień Jazzowa, Jazz Neptun, czy Jazz Jamboree, a także podczas Zaduszek Jazzowych. Zespół dokonał szeregu nagrań swoich autorskich utworów dla rozgłośni radiowych w Szczecinie, Opolu, Lublinie i Warszawie.  
Ponadto w Szczecinie muzyk nawiązał także współpracę z teatrami i wraz z Breakwater uczestniczył w sesjach nagraniowych muzyki autorstwa Jacka Mikuły do sztuki Jonasza Kofty i Stefana Friedmana pt. Fachowcy w reż. Jerzego Gruzy, mającej swą premierę 19 września 1980 roku w Teatrze Współczesnym w Warszawie i muzyki Jana Szyrockiego do sztuki Wojciecha Żukrowskiego pt. Porwanie w Tiutiurlistanie w reż. Bohdana Radkowskiego w Teatrze Lalek „Pleciuga” (premiera: 14 października 1981). W czerwcu 1981 roku po częściowej zmianie składu i pod nazwą Electric Breakwater, formacja wystąpiła w koncercie „Premiery” w ramach XIX Krajowego Festiwalu Piosenki Polskiej w Opolu. 
W tym samym roku wziął udział w sesjach radiowych szczecińskiej grupy Sklep z Ptasimi Piórami, nagrywając następujące utwory: A może jest zima, Lennon, Fascynacja w kinie MDK, Mój dom i Salon mód (coda), które ukazały się na płycie dopiero w 1996 roku. 
W grudniu 1981 r. wraz z Jerzym Połomskim, zespołem Breakwater i innymi polskimi artystami planował wspólny wyjazd na tournée po Stanach Zjednoczonych, co pokrzyżowało wprowadzenie stanu wojennego w Polsce. Ostatecznie do USA wyjechał w styczniu 1982 roku. Po zakończeniu trzymiesięcznej trasy koncertowej z Połomskim i rozwiązaniu zespołu, co miało miejsce wiosną tego samego roku postanowił na stałe osiedlić się w Stanach Zjednoczonych. Początkowo prowadził tam sklep z instrumentami muzycznymi, lecz niemal od początku pobytu w Nowym Jorku pracował jako profesjonalny muzyk. 
W drugiej połowie lat 80. przez ponad dwa lata występował, wykonując muzykę rozrywkową w kasynach gry w Atlantic City. Po powrocie do Nowego Jorku, grywał w luksusowych hotelach Plaza i Waldorf-Astoria na Manhattanie. W 1993 roku wspólnie z Krzysztofem Medyną, reaktywował formację Breakwater, tym razem w polsko-amerykańskim składzie. W 1999 roku muzycy ponownie pod nazwą Electric Breakwater nagrali album pt. In the Bush, wydany przez firmę fonograficzną J-Bird Records. Pianista był zarówno producentem płyty, jak i kompozytorem większości utworów. 
W sesjach nagraniowych krążka wzięli udział m.in. dwaj światowej sławy instrumentaliści, a byli to: basista Mark Egan (Pat Metheny Group) i perkusista Rodney Holmes (Carlos Santana Group). W 2002 roku, ponownie z Krzysztofem Medyną, pianista powołał do życia kwintet Komeda Project, z którym po raz pierwszy wystąpił w klubie Van Gogh’s Ear, a następnie w Trumpet Jazz Club, Luna Rosa Jazz Club i Cornelia Street Cafe, a także na Williamsburg Jazz Festival i 92 Y Street Festival oraz w placówkach polskich w Nowym Jorku, m.in. w Konsulacie Generalnym RP, Polskiej Fundacji Kulturalnej w Clark oraz w Fundacji Kościuszkowskiej. 
W sierpniu 2005 roku zagrał (Komeda Project) w Sculpture Park w Nowym Jorku, poprzedzając projekcję głośnego niegdyś filmu Romana Polańskiego pt. Nóż w wodzie, wykonaniem muzyki Krzysztofa Komedy. W lutym 2007 roku wraz z kwintetem wziął udział w nagraniu debiutanckiej płyty pt. Crazy Girl, na której obok utworów Komedy znalazły się także trzy jego własne kompozycje. W 2009 roku ukazał się drugi album zespołu, Requiem. Krążek ten znalazł się na liście 100 Najlepszych Płyt Jazzowych 2009 roku w rankingu nowojorskiego tygodnika Village Voice (m.in. obok Dark Eyes Tomasza Stańki). 
W USA pianista nawiązał współpracę z wieloma amerykańskimi muzykami jazzowymi, m.in.: z trębaczem Jeremym Peltem, basistą Scottem Colley'em, perkusistą Nasheetem Waitsem oraz z dwukrotnie nominowanym do nagrody Grammy 2015, puzonistą Marshallem Gilkesem. Oprócz muzyki jazzowej, grywa również muzykę poważną. Jako pianista-akompaniator, występował w słynnych nowojorskich salach koncertowych, m.in. w Carnegie Hall i Lincoln Center. 
W kwietniu 2012 roku przez dwa tygodnie występował jako aktor i akompaniator w spektaklu Festen (The Celebration) wg Thomasa Virtenberga i Mogensa Rukova, przygotowanym przez teatr TR Warszawa Grzegorza Jarzyny. W sztuce wystąpił u boku czołowych polskich aktorów, m.in.: Danuty Szaflarskiej, Danuty Stenki, Ewy Dałkowskiej, Jana Peszka, Zygmunta Malanowicza, Mariusza Benoit i Andrzeja Chyry. 
W 2012 roku podczas trasy koncertowej po Polsce, występował z kwintetem Komeda Project, prezentując Requiem m.in. na festiwalu Jazz w Lesie w Sulęczynie, w kościele pw. św. Jana Chrzciciela w Trzciance i Teatrze Letnim w Szczecinie. W 2017 roku pianista wraz z Krzysztofem Medyną powołał do życia kolejny projekt muzyczny, którego nazwa WM Project (od 2023 r. WM Project/Breakwater) pochodzi od pierwszych liter nazwisk obydwu muzyków. 
W efekcie powstał materiał na płytę pt. From A Familiar Place, na którą złożyły się standardy jazzowe autorstwa Joe Zawinula i Paula Desmonda, a także kompozycje członków zespołu. Krążek pojawił się w sprzedaży pod koniec listopada 2017 roku. We wrześniu 2022 roku nakładem wytwórni Gad Records ukazał się album z nagraniami radiowymi (z lat 1979-1980) legendarnej, szczecińskiej formacji jazzowej Breakwater, której pianista był współzałożycielem.  
Dnia 18 lutego 2023 roku Międzynarodowe Towarzystwo Muzyki i Sztuki w uznaniu wybitnego zaangażowania artysty w edukację muzyczną jego uczniów i ich osiągnięć zaprezentowanych w Merkin Concert Hall przy Centrum Muzycznym Kaufmana w Nowym Jorku, uhonorowało go Certyfikatem Doskonałości (Certificate of Excellence).

## Życie prywatne
Andrzej Winnicki jest żonaty z Elżbietą Sikorską. Mają dwóch synów. Michael jest perkusistą i członkiem kwintetu Komeda Project. Tom zaś jest m.in. autorem obwolut do płyt tego zespołu (Crazy Girl i Requiem).

## Nagrody i wyróżnienia
- 1979: I nagroda (+ 15 tys. zł) dla zespołu Breakwater na XVI Festiwalu Jazz nad Odrą we Wrocławiu
- 2023: Certyfikat Doskonałości (Certificate of Excellence) za wybitne zaangażowanie w edukację muzyczną uczniów, przyznane przez Międzynarodowe Towarzystwo Muzyki i Sztuki

## Ważniejsze kompozycje
- And We Call It Jazz
- Anubis
- Brak kwater
- Breakwater (Falochron)
- Close To Home
- Człowiek-pies
- Duet i już
- Elutka
- Happy Song
- In The Bush
- Is That Your Final Answer?
- Kolęda
- Looking Ahead
- Mad Maid
- Obłok Magellana
- Obłok Magellana II
- On Sunday After Church (wspólnie z Krzysztofem Medyną)
- Pierwsza odpowiedź się liczy
- Prelude (aka Praeludium)
- Quick Sand
- Stop Time
- Tail Peace
- Temat z końcówką
- W niedzielę
- Wielkanocna kolęda
- Yellow Weather

## Dyskografia

### Breakwater
- 2022: Breakwater (Gad Records GAD CD 209 – nagrania archiwalne z lat 1979-1980)
- 2023: Live in New York City 1993-95 (WM Records WMD 0-358852-5)

### Electric Breakwater
- 1999: In the Bush (J-Bird Records B00004TLWX (wyd. 7 lutego 2000)
- 2015: In the Bush - digitally remastered extended edition (WM Records WMD 0-358852-3)

### Komeda Project
- 2007: Crazy Girl (WM Records WMD 0-358852-1)
- 2009: Requiem (WM Records WMD 0-358852-2)

### WM Project
- 2017: From A Familiar Place (WM Records WMD 0-358852-4)

## Inne nagrania

### Sklep z Ptasimi Piórami
- 1996: Sklep z Ptasimi Piórami (rok założenia 1978) (13 Muz Records – ms10 - 002)[3]